# 羅伊斯-格賴茨的赫爾敏
羅伊斯-格賴茨的赫爾敏（德語：Hermine, Prinzessin Reuß zu Greiz，1887年12月17日—1947年8月7日），末代羅伊斯-格賴茨親王亨利二十四世的妹妹，前德意志皇帝威廉二世的第二任妻子。

## 家庭
1907年，赫爾敏和舍奈希-卡羅拉茲的約翰·格奧爾格（Johann George）結婚，兩人共有3子2女：
1. 漢斯·格奧爾格（1907年—1943年）
2. 格奧爾格·威廉（1909年—1927年），早逝
3. 赫爾敏·卡羅琳（1910年—1959年）
4. 斐迪南·約翰（1913年—1973年）
5. 亨麗埃特（英语：Princess Henriette of Schönaich-Carolath）（1918年—1972年）

約翰·格奧爾格於1920年去世。1922年，赫爾敏和已退位的德意志皇帝威廉二世結婚，兩人沒有子女。

## 外部連結
- 有关羅伊斯-格賴茨的赫爾敏在德国经济学中央图书馆（ZBW）20世纪新闻档案中的剪报。